# Agnes Pareyio
Agnes Pareyio, née en 1956, est une militante kényane contre les mutilations génitales  féminines.

## Biographie
Née le 24 juin 1956 à Enaiborr Ajijik, dans le comté kényan de Narok et la province de la vallée du Rift, d'origine Maasaï, elle subit dans son enfance une excision selon les pratiques traditionnelles. Devenue institutrice, elle quitte ce métier pour s'engager dans des associations féminines luttant contre les violences faites aux femmes.  Elle parcourt à pied la vallée du Rift pour rencontrer les communautés villageoises et informer sur les risques des mutilations génitales ainsi que des mariages précoces et forcées.
En avril 2002, un refuge de la fondation V-Day, créée par Eve Ensler, est implanté à Narok.  Agnes Parreyio cofonde une organisation non gouvernementale locale, Tasaru Ntomonok, pour gérer ce lieu, et dispose grâce à l'aide de la fondation d'une voiture qui l'aide dans les déplacements dans la région,. Sous son impulsion, l'organisation Tasaru Ntomonok promeut de nouveaux rites de passage à la puberté, sans violence, mettant l'accent sur l'acquisition d'une confiance en soi.